# My Heart Is Broken
«My Heart Is Broken» — другий сингл третього студійного альбому американського гурту Evanescence — «Evanescence». В США пісня вийшла 11 листопада 2011, прем'єра відеокліпу відбулась 24 січня 2012.

## Список пісень
Цифрове завантаження
| #  | Назва                           | Тривалість |
| -- | ------------------------------- | ---------- |
| 1. | «My Heart Is Broken»            | 4:30       |
| 2. | «My Heart Is Broken» (rock mix) | 4:29       |
| 3. | «My Heart Is Broken» (pop mix)  | 4:02       |

## Музичне відео
Прем'єра відеокліпу відбулась 24 січня 2012 року 
.

## Чарти
| Чарт (2012)               | Місце |
| ------------------------- | ----- |
| Ö3 Austria Top 40         | 36    |
| Media Control Charts      | 92    |
| Billboard Adult Pop Songs | 32    |